# 広島県幼稚園一覧
広島県幼稚園一覧（ひろしまけんようちえんいちらん）は広島県の幼稚園の一覧。

## 国立幼稚園
- 広島大学附属幼稚園
- 広島大学附属三原幼稚園

## 公立幼稚園

### 広島市

#### 安芸区
- 広島市立瀬野幼稚園
- 広島市立阿戸幼稚園
- 広島市立船越幼稚園
- 広島市立矢野幼稚園

#### 安佐北区
- 広島市立亀崎幼稚園
- 広島市立真亀幼稚園
- 広島市立落合東幼稚園
- 広島市立落合幼稚園
- 広島市立口田幼稚園

#### 安佐南区
- 広島市立八木幼稚園
- 広島市立緑井幼稚園
- 広島市立川内幼稚園
- 広島市立中筋幼稚園
- 広島市立古市幼稚園
- 広島市立大町幼稚園
- 広島市立安東幼稚園
- 広島市立上緑井幼稚園
- 広島市立安幼稚園
- 広島市立安北幼稚園
- 広島市立安西幼稚園
- 広島市立北祇園幼稚園
- 広島市立山本幼稚園
- 広島市立長束幼稚園

#### 中区
- 広島市立基町幼稚園

#### 東区
- 広島市立上温品幼稚園
- 広島市立福木幼稚園
- 広島市立矢賀幼稚園

### 安芸高田市
- 安芸高田市立吉田幼稚園

### 江田島市
- 江田島市立江田島幼稚園

### 尾道市
- 尾道市立木ノ庄東幼稚園
- 尾道市立三成幼稚園
- 尾道市立栗原幼稚園閉園・統合
- 尾道市立栗原北幼稚園閉園・統合
- 尾道市立久山田幼稚園
- 尾道市立吉和幼稚園閉園・統合
- 尾道市立向東幼稚園閉園
- 尾道市立高須幼稚園
- 尾道市立西藤幼稚園
- 尾道市立百島幼稚園
- 尾道市立戸崎幼稚園
- 尾道市立向島中央幼稚園閉園
- 尾道市立三幸幼稚園
- 尾道市立高見幼稚園閉園

### 呉市
- 呉市立豊島幼稚園
- 呉市立ゆたか幼稚園

### 竹原市
- 竹原市立大乗幼稚園
- 竹原市立竹原西幼稚園

### 廿日市市
- 廿日市市立宮島幼稚園

### 東広島市
- 東広島市立八本松中央幼稚園
- 東広島市立御薗宇幼稚園

### 福山市
- 福山市立東幼稚園
- 福山市立西幼稚園
- 福山市立川口幼稚園
- 福山市立手城幼稚園
- 福山市立深津幼稚園
- 福山市立樹徳幼稚園
- 福山市立引野幼稚園
- 福山市立箕島幼稚園
- 福山市立高島幼稚園
- 福山市立緑丘幼稚園
- 福山市立大津野幼稚園
- 福山市立坪生幼稚園
- 福山市立郷分幼稚園
- 福山市立伊勢丘幼稚園
- 福山市立あけぼの幼稚園
- 福山市立旭丘幼稚園
- 福山市立西深津幼稚園
- 福山市立幕山幼稚園
- 福山市立久松台幼稚園
- 福山市立新涯幼稚園
- 福山市立日吉台幼稚園
- 福山市立川口東幼稚園
- 福山市立女子短期大学附属幼稚園

### 三原市
- 三原市立糸崎幼稚園
- 三原市立木原幼稚園
- 三原市立中之町幼稚園
- 三原市立西幼稚園
- 三原市立田野浦幼稚園
- 三原市立須波幼稚園
- 三原市立深幼稚園
- 三原市立南幼稚園
- 三原市立小坂幼稚園
- 三原市立八幡幼稚園
- 三原市立沼田東幼稚園
- 三原市立沼田西幼稚園
- 三原市立小泉幼稚園
- 三原市立幸崎幼稚園
- 三原市立鷺浦幼稚園
- 三原市立本郷幼稚園

### 豊田郡
- 大崎上島町立木江幼稚園
- 大崎上島町立大崎幼稚園

### 山県郡
- 安芸太田町立上殿幼稚園
- 安芸太田町立戸河内幼稚園
- 安芸太田町立戸河内幼稚園猪山分園
- 安芸太田町立寺領幼稚園
- 安芸太田町立松原幼稚園
- 北広島町立八幡幼稚園
- 北広島町立芸北幼稚園

## 私立幼稚園

### 広島市

#### 中区
- 栄光幼稚園
- 流川幼稚園
- 聖母幼稚園
- 本川幼稚園
- 慈光幼稚園
- 吉島幼稚園
- 広島中央幼稚園
- 広島三育学院幼稚園
- たちばな幼稚園
- 安田女子短期大学付属幼稚園

#### 東区
- ゆうき幼稚園
- 的場幼稚園
- 二葉幼稚園
- 広島城北幼稚園
- あやめ幼稚園
- 広島光明学園
- 安芸みのる幼稚園
- 広島女学院ゲーンス幼稚園
- 比治山大学短期大学部附属幼稚園

#### 南区
- 大洲幼稚園
- 清美幼稚園
- 安芸幼稚園
- 親和幼稚園
- みみょう幼稚園
- 広島マリア幼稚園
- 谷の百合幼稚園
- フレーザー幼稚園
- 掘越幼稚園
- 本浦幼稚園
- 青葉幼稚園
- 洋光幼稚園
- 比治山幼稚園
- あさひ幼稚園

#### 西区
- 永照幼稚園
- 小百合幼稚園
- 三篠幼稚園
- 広島暁の星幼稚園
- やわらぎ幼稚園
- 清風幼稚園
- 見真幼稚園
- 己斐みどり幼稚園
- のぞみ幼稚園
- めぐみ幼稚園
- 聖モニカ幼稚園
- 井口台シオン幼稚園
- 井口ルンビニー幼稚園
- 山田幼稚園
- 至徳ルンビニー幼稚園
- 古田幼稚園
- ちどり幼稚園

#### 安佐南区
- 祇園幼稚園
- 光輪幼稚園
- 清心幼稚園
- 広陵幼稚園
- 祇園法輪幼稚園
- ひとみ幼稚園
- 川内菜の花幼稚園
- サムエル信愛幼稚園
- サムエル未来幼稚園
- ほうりん東野幼稚園
- ほうりん安幼稚園
- ほうりん沼田幼稚園
- ほうりんこころ幼稚園
- 安田女子大学付属幼稚園
- 山口短期大学附属広島幼稚園

#### 安佐北区
- 河戸幼稚園
- 虹山幼稚園
- 三入幼稚園
- 広島高陽学園
- 南原幼稚園
- 可部幼稚園
- 安佐幼稚園
- 高陽幼稚園
- 翠光幼稚園
- 善徳寺幼稚園
- かつぎ幼稚園
- 三入東幼稚園
- 可部ふたば幼稚園
- はすがおか幼稚園
- 広島文教女子大学附属幼稚園
- あさひが丘幼稚園

#### 安芸区
- 中野ルンビニ幼稚園
- ひかり幼稚園
- 矢野みどり幼稚園

#### 佐伯区
- 藤の木幼稚園
- ひろみ幼稚園
- 光禅寺幼稚園
- 杉並台幼稚園
- 五月が丘幼稚園
- 楽々園ルンビニ幼稚園
- 美鈴が丘サムエル幼稚園
- 薬師ヶ丘サムエル幼稚園

### 呉市
- 宝徳幼稚園
- 阿賀中央幼稚園
- 呉あそか幼稚園
- 呉中央幼稚園
- せんとく幼稚園
- スカウトランドひまわり幼稚園
- 西方寺幼稚園
- ひかり幼稚園
- せいれんじ幼稚園
- やよい幼稚園
- 善通寺幼稚園
- とくふう幼稚園
- わかば幼稚園
- 白鳩学園幼稚園
- 至心幼稚園
- 山手幼稚園
- 聖慈幼稚園
- 明徳幼稚園
- みのり幼稚園
- 天応めぐみ幼稚園
- 焼山こばと幼稚園
- 焼山フタバ幼稚園
- 焼山みどり幼稚園
- 昭和幼稚園
- 桜ケ丘幼稚園
- 花の木幼稚園
- あいく幼稚園
- 安浦幼稚園
- 川尻光幼稚園

### 竹原市
- 聖愛幼稚園
- 中央幼稚園（竹原市）

### 三原市
- 私立幼稚園昭和園
- みどり幼稚園（三原市）
- 皆実みどり幼稚園
- 三原幼稚園
- 糸崎幼稚園
- 月見幼稚園

### 尾道市
- 尾道幼稚園
- 尾道清心幼稚園
- 尾道めぐみ幼稚園
- みくに幼稚園
- 新高山めぐみ幼稚園
- スミレ幼稚園
- 重井幼稚園
- 田熊幼稚園
- 博愛幼稚園

### 福山市
- 愛幼稚舎
- 千鶴幼稚園
- かなりや幼稚園
- 延広幼稚園
- めばえ幼稚園
- 鞆幼稚園
- 聖園幼稚園
- 誠信幼稚園
- 天使幼稚園
- 向丘幼稚園
- 西部めばえ幼稚園
- 明王台シャローム幼稚園
- 白ゆり幼稚園
- すばる幼稚園
- サムエル幼稚園
- サムエル旭丘幼稚園
- 福山暁の星幼稚園
- 福山いずみ幼稚園
- 福山りじょう幼稚園
- いちご幼稚園
- 松永幼稚園
- かやのみ幼稚園
- 神辺千鶴幼稚園
- ハイロスハイマ幼稚園

### 府中市
- 府中すばる幼稚園

### 三次市
- 十日市幼稚園
- 三次清心幼稚園
- 三次中央幼稚園

### 庄原市
- 庄原幼稚園

### 大竹市
- 大竹中央幼稚園

### 東広島市
- 緑ケ丘幼稚園
- アカデミックひまわり幼稚園
- くるみヶ丘幼稚園
- 西条幼稚園
- 西条ルーテル幼稚園
- 板橋さざなみ幼稚園
- フレーベル幼稚園
- 高屋幼稚園
- サールナート幼稚園
- 風早幼稚園

### 廿日市市
- ほうりん廿日市幼稚園
- 廿日市聖母マリア幼稚園
- つくし幼稚園
- ふじ幼稚園
- 友和幼稚園
- 山陽女子短期大学附属幼稚園
- かえで幼稚園

### 安芸高田市
- ひの川幼稚園

### 安芸郡
- 府中ひかり幼稚園
- 府中南幼稚園
- 桃山幼稚園
- りゅうせん幼稚園
- つばめ幼稚園
- こばと幼稚園
- 東海田幼稚園
- 海田幼稚園
- 海田みどり幼稚園
- 淳教幼稚園
- 聖徳幼稚園
- 第二聖徳幼稚園

### 豊田郡
- ルンビニ幼稚園

### 世羅郡
- 世羅幼稚園
- 世羅めぐみ幼稚園

### 神石郡
- どんぐり幼稚園